# Chezelle
Chezelle é uma comuna francesa na região administrativa de Auvérnia-Ródano-Alpes, no departamento Allier. Estende-se por uma área de 7,18 km². Em 2010 a comuna tinha 171 habitantes (densidade: 23,8 hab./km²).